# Árpádhalom
Árpádhalom é um município da Hungria, situado no condado de Csongrád-Csanád. Tem 45,2 km² de área e sua população em 2019 foi estimada em 514 habitantes.